# Смик Михайло Михайлович
Миха́йло Михайлович Сми́к (11.01.1910, Одеса — 24.01.2005, Київ) — патофізіолог, доктор медичних наук (1953), професор (1958).

## Життєпис
Народився 11 січня 1910 р. в м. Одеса в родині службовця. У 1921 р. переїхав з рідними до м. Котовськ (нині Подільськ) Одеської області, де у 1924 р. закінчив семирічну школу. У 1925 р. повернувся до Одеси і вступив до профшколи «Метал», в якій навчався упродовж двох років.
У 1927 р. вступив на лікувально-профілактичний факультет Одеського державного медичного інституту, який закінчив в 1933 р. Під час навчання в інституті у вечірній час працював дезінфектором на південно-західній залізниці (1930 р.), лаборантом кардіологічного санаторію (1931—1932 рр.), старшим статистиком відділу соціальної гігієни Одеського інституту курортології. Після закінчення інституту (1933) вступив до аспірантури на кафедру патологічної фізіології Одеського інституту вдосконалення лікарів, яку закінчив у 1936 р.. Одночасно з навчанням в аспірантурі працював в Одеському інституті курортології. Після закінчення аспірантури у 1936 рр. працював асистентом кафедри біохімії Одеського державного медичного інституту. Упродовж 1936—1938 рр. — асистент кафедри патологічної фізіології Вінницького державного медичного інституту. У 1937 р. захистив кандидатську дисертацію на тему «Вплив гіпофіза на функцію нирок». У 1938 р. після арешту органами НКВС завідувача кафедри патологічної анатомії Вінницького державного медичного інституту працював виконувачем обов'язки завідувача цієї кафедри. На цій посаді працював до липня 1941 р.  Завдяки його вольовим та організаторським здібностям у найкоротший строк було придбано необхідне обладнання і матеріали для забезпечення навчального процесу, створені умови для виконання експериментальних досліджень. У 1941 р. був евакуйований до м. Куйбишев (Самара), де працював викладачем фельдшерсько-акушерської школі. Незабаром переїхав до м. Казань, де упродовж 1941—1943 рр. працював на посаді асистента кафедри патологічної фізіології Казанського медичного інституту під керівництвом академіка А. Д. Адо.
У 1943 р. був мобілізований до лав Червоної армії, де прослужив три роки на посаді начальника серобактеріологічної та клінічної лабораторій евакошпиталів. У вересні 1946 р. був демобілізований. За участь у Другій світовій війні був нагороджений орденом Червоної зірки, медаллю «За перемогу над Німеччиною у Великій Вітчизняній війні» та іншими нагородами. Згодом переїхав до м. Ялти, де очолив патофізіологічну лабораторію Інституту кліматотерапії туберкульозу, де працював протягом двох років. У 1948 р. М. М. Смику було присвоєне вчене звання старшого наукового співробітника. У листопаді цього ж року був зарахований на посаду завідувача кафедри патологічної фізіології Станіславського медичного інституту (нині Івано-Франківського національного медичного університету), на якій працював до серпня 1957 р. У 1949 р. М. М. Смику було присвоєне вчене звання доцента. У 1953 р. захистив докторську дисертацію на тему: «Про патогенез порушень деяких функцій печінки та обміну речовин при туберкульозі». У Станіславському державному медичному інституті (нині Івано-Франківському національному медичному університеті) був членом місцевого комітету, входив до складу редакційної колегії збірників наукових праць співробітників інституту.
У 1957 р. М. М. Смик переїхав до м. Луганська, де очолив кафедру патологічної фізіології Луганського державного медичного інституту. У 1958 р. отримав вчене звання професора. Упродовж 1967—1972 рр. працював головою наукової комісії та проректором з наукової роботи Луганського державного медичного інституту. Був фундатором і першим головою правління Луганського обласного науково-медичного товариства патофізіологів, членом редколегії наукових збірників Луганського державного медичного інституту. У 1967—1972 рр. — входив до складу Ради із захисту дисертацій Донецького державного медичного інституту, упродовж 1959—1967 рр. був членом Вченої ради Міністерства охорони здоров'я УРСР. Працював також проректором з наукової роботи Луганського медичного інституту на громадських засадах. На посаді завідувача кафедри патологічної анатомії Луганського державного медичного інституту перебував до липня 1974 р.
В подальшому працював в Київському науково-дослідному інституті травматології і ортопедії, згодом в науково-дослідному інституті онкології ім. академіка Р. Є. Кавецького, де організував реферативний журнал з проблем онкології. Проводив переклад на російську мову наукових статей з англійської, німецької, французької та італійської мов.
Згідно рішенню Вченої ради Луганського державного медичного університету від 12 листопада 1995 р., з нагоди 40-річчя Луганського державного медичного університету, за великі заслуги в його розвитку, становленні та організації доктору медичних наук, професору М. М. Смику присвоєно звання «Почесний професор», його портрет розміщений у портретній галереї університету.
Пішов із життя 24 квітня 2005 р. у м. Києві.

## Наукова та педагогічна діяльність
Діяльність професора М. М. Смика, як наукового співробітника, характеризувалася різноманітністю тематики: він вивчав питання діагностики та лікування запальних уражень суглобів, хребта, спонтанного тромбозу воротної вені, змін метаболізму та функціонування органів та систем при туберкульозі, тиреотоксикозі, пептонному щоці, ефективності лікувального використання ультразвуку, особливостей перебігу запалення при деяких станах організму, змін властивостей еритроцитів при низці патологічних процесів.
Працюючи в різних навчальних закладах, професор М. М. Смик проявив себе ерудованим науковим співробітником, який читав лекції на високому науковому та теоретичному рівні, був організатором експериментальної, лабораторної, наукової та виховної роботи, активним учасником громадської життя.
Працюючи на кафедрі патологічної фізіології Луганського державного медичного інституту, професор М. М. Смик велику увагу приділяв відбору кадрів з числа випускників навчального закладу, забезпеченню її науковою апаратурою та приладами, посібниками, таблицями, слайдами, кінофільмами. Колектив кафедри за своїми сценаріями знімав навчальні фільми. За ініціативи М. М. Смика на кафедрі була створена портретна галерея вчених.
М. М. Смик приділяв увагу росту педагогічної майстерності викладачів кафедри патологічної фізіології Луганського державного медичного інституту, підвищенню кваліфікації лаборантського складу. Під його керівництвом захищено 5 докторських та 7 кандидатських дисертацій, які були присвячені питанням розвитку патологічних процесів (запалень, крововтрат) на фоні порушеної реактивності.
М. М. Смик двічі був нагороджений почесними грамотами Міністерства охорони здоров'я УРСР. Був постійним учасником республіканських і всесоюзних наукових конференцій і з'їздів патофізіологів. Професор М. М. Смик опублікував понад 60 наукових праць, зокрема, монографію «Вплив ультразвуку на організм».

## Праці М.М.Смика
1.    Смик М. М. Деякі дані про кров V. Portae у зв'язку з питанням про спонтанний тромбоз / М. М. Смик // Радянська медицина. — 1941. — № 4. — С. 52–54.
2.    Смык М. М. О действии веществ, инактивирующих холинэстеразу, на анафилактическую реакцию изолированной кишки / М. М. Смик // Бюлетень экспериментальной биологии и медицины. — 1943. — № 9. — С. 31–33.
3.     Смык М. М. О влиянии денервации печени на ее обменные функции при экспериментальном туберкулезе / М. М. Смык // Архив патологии. — 1957. — № 2. — С. 54–60.
4.     Смык М. М. О действии иманина при подкожном его введении / М. М. Смык // Антибиотики. — 1960. — № 2. — С. 103—104.
5.     Смык М. М. О действии ультразвука на термическое воспаление / М. М. Смык, Е. М. Скублевский // Патологическая физиология и экспериментальная терапия. — 1960. — № 3. — С. 27–31.
6.     Смык М. М. О действии ультрафиолета на острое воспаление при разных сроках его применения / М. М. Смык // Вопросы клинической и теоретической медицины. — 1964. — Вип. 1. — С. 148—149.
7.     Смык М. М. Некоторые реакции организма на действия ультразвука на кожу / М. М. Смык // Вопросы курортологии, физиотерапии и лечебной физкультуры. — 1964. — № 2. — С. 144—148.
8.     Смык М. М. О действии ультразвука на неинфекционное гнойное воспаление / М. М. Смык, В. М. Шанько // Патологическая физиология и экспериментальная терапия. — 1967. — № 6. — С. 67–68.
9.    Смик М. М. Вплив ультразвуку на організм / М. М. Смик. — К.: Здоров'я, 1969. — 144 с.
10. Смик М. М. Стійкість еритроцитів до дії ультразвуку в нормі та при гіпотиреозі / М. М. Смик, Н. В. Луніна // Фізіологічний журнал. — 1973. — № 3. — С. 406—407.